# Euxoa manitobana
Euxoa manitobana är en fjärilsart som beskrevs av Mcdunnough 1925. Euxoa manitobana ingår i släktet Euxoa och familjen nattflyn. Inga underarter finns listade i Catalogue of Life.